# Operazione nullaria
In algebra, un'operazione nullaria è un'operazione che non ha alcun operando.
Un'operazione nullaria su un insieme S non è altro che un elemento s dell'insieme.
Nell'algebra universale le operazioni nullarie permettono di definire un elemento neutro: f( )=e.